# Romanschulzia
Romanschulzia là chi thực vật có hoa trong họ Cải.